# Antoine Gazet
Antoine Gazet (overleden na 1610) was een arts en vertaler actief in de Habsburgse Nederlanden.
Hij was de broer van Guillaume Gazet, priester in Atrecht, kanunnik in Ariën-aan-de-Leie en auteur van verschillende kerkhistorische werken. Alard, Angelin en Nicolas Gazet waren zijn neven. Tijdens zijn studies verbleef hij een tijd in Italië. Daarna leefde hij in Ariën, waar zijn naam tot in 1610 is ingeschreven in de parochieregisters van de Sint-Pieterskerk.
Hij vertaalde drie devotieboeken uit het Italiaans:
- Fulvio Androzzi, Devot memorial des saints mysteres de la mort et passion de Notre Sauveur et Redempteur Jesus Christ (Atrecht: Jean Bourgeois, 1595).
- Bernardino da Balbano, Le sacre mystere de la flagellation de Nostre Sauveur (Atrecht: Jean Bourgeois, 1595. Heruitgave: Dowaai, Charles Boscard, 1605).
- Fulvio Androzzi, Traicté de la frequente communion et des fruicts qui en procedent (Dowaai: Jean Bogard, 1599).

Volgens zijn broer Guillaume vertaalde hij ook de Meditazioni sopra i principali misteri della vita, passione e resurrezione di Cristo nostro signore van Vincenzo Bruno uit het Italiaans. Deze vertaling bleef ongedrukt.